# مسجد جامع همدان
مسجد جامع همدان کتیبه‌های تاریخ‌دار بنا: کتیبهٔ ایوان جنوبی به تاریخ ۱۲۵۳ قمری است و بر سنگابِ دهلیز غربی، تاریخ ۱۲۵۱ قمری حک شده‌است. در کتیبه‌های موجود، به بانی مسجد اشاره نشده و فقط در دست‌نوشته‌ای که در مسجد نگه‌داری می‌شود از آخوند ملاحسین اردستانی به عنوان بانی یکی از شبستان‌ها یاد شده‌است. بر سنگاب مسجد، نام واقف آن، محمدخان، دیده می‌شود. در کتاب هگمتانه آمده که این مسجد نیز به سبک مساجد دورهٔ فتحعلی شاه قاجار در تهران، قزوین، و چند شهر دیگر ساخته شده‌است و امکان دارد شروع ساخت این بنا در زمان فتحعلی شاه یا آغاز سلطنت محمد شاه قاجار بوده باشد. از حسین‌بن محمدتقی، مشهور به «عندلیب»، نقل شده که مسجد بنای قدیم‌تری داشته و بعدها تعدادی از شبستان‌های آن تجدید بنا شده‌است. بنای فعلی مسجد از آثار دورهٔ قاجار است و نیز ممکن است که بنیان آن از دوره‌های قدیم‌تر باشد. شبستان شمالی و مناره‌های ایوان شمالی و همچنین سَردَر و مناره‌های ورودی شمالِ شرقی مسجد از ساخته‌های دورهٔ معاصر است. در مرمت‌های چند سالهٔ اخیر، تزیینات گچ‌بُری ایوان جنوبی از بین رفته و از ازاره‌های سنگی، سیمانی، و کاشی جدید در بخش‌هایی از صحن و شبستان به‌صورتی ناهمگون با دیگر مصالح بنا، استفاده شده است.